# Șoarece de zăpadă
Șoarecele de zăpadă (Chionomys nivalis, sinonim Microtus nivalis) este un șoarece din familia Cricetidae, subfamilie Arvicolinae, supraviețuitor al epocilor glaciare, de talie mică, răspândit în zonele montane (între 30 și 4000 m altitudine) din Europa, Asia și nordul Africii. În România se întâlnește pe tot lanțul Munților Carpați, cu excepția Apusenilor, de la limita de 700-800 m altitudine, până la aproximativ 2200 m.
Lungimea cap + trunchi = 9-14 cm; coada = 4,7-7,5 cm. Greutatea = 35,5-62 g. Longevitatea de circa 2 ani. Culoarea blănii pe spate este cenușiu-cafenie, cu nuanțe brun-oliv și cenușiu-albicioasă pe abdomen. Coada este acoperită cu păr rar dar scurt, de culoare alburie. Urechile lungi, clar vizibile din blană. Mustățile destul de lungi  sunt albe și negre. Membrele sunt scurte, cele posterioare fiind mai lungi și mai subțiri decât cele anterioare.
Animal iubitor de căldură, șoarecele de zăpadă caută locurile cu pășuni însorite și cu iarbă deasă din munți, în grohotișuri, lângă stâncării și în pajiștile alpine. Este activ noaptea, dar apare și ziua când este soare și cald. Pe timp rece și umed, stă la adăpost în galerii; nu hibernează.  Adeseori sapă galerii printre pietrele din malurile râurilor de munte; acestea au numeroase ieșiri, nu sunt prea profunde, dar prevăzute cu încăperi pentru provizii și pentru cuib. Uneori folosește pentru adăpost găurile și crăpăturile naturale din stânci. 
Se hrănește cu ierburi alpine, semințele lor, frunze și fructe de afin. Pentru iarnă își adună rezerve de hrană.
Se împerechează din luna martie până în august. Gestația durează 21 de zile. Femelele nasc 2-4 pui (excepțional 7), de două ori pe an.
Nu este dăunător, deoarece culturile agricole nu se practică la altitudini mari.